# Instituto Geográfico Nacional (Francia)
El Institut Géographique National (Instituto Geográfico Nacional) o IGN es un establecimiento administrativo estatal público de Francia fundado en 1940 para producir y mantener información geográfica para Francia y los departamentos franceses de Ultramar. Es la agencia cartográfica nacional del país.

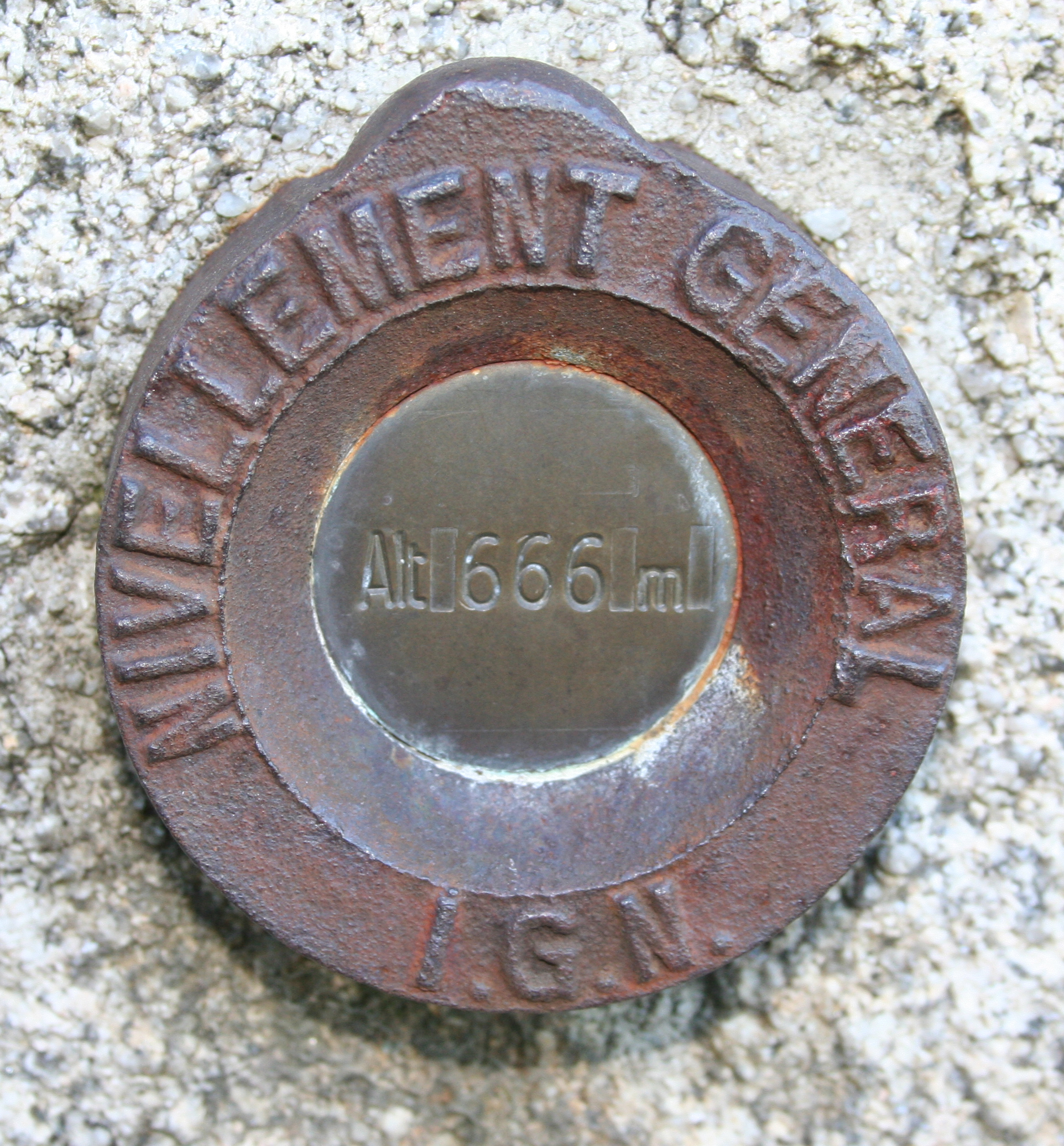
Ejemplo de marca del IGN en Saint Goussaud

El IGN depende del Ministère de l'Écologie, de l'Énergie, du Développement durable et de la Mer. Sus competencias están fijadas mediante decretos. El presupuesto se alimenta en un 55 % de aportación estatal y el 45 % de las ventas.
El IGN lleva cuatro laboratorios para investigar adquisición de información geográfica, su producción, distribución y aplicaciones. También mantiene su propia escuela para enseñar técnicas a sus empleados y otros estudiantes: École nationale des sciences géographiques (Escuela nacional de las ciencias geográficas) o ENSG.
El IGN es responsable para el establecimiento y actualización de:
- redes geodésicas e igualamiento,
- Fotografías aéreas,
- Bases de datos y mapas geográficos. [2]

Tiene que liderar la investigación, e intervenir en los procesos de estandarización en el campo de la información geográfica. Tiene que administrar el ENSG, y el servicio de documentación sobre sus productos, técnicas y servicios.
Un grupo de administraciones públicas liderados por Mayra Rosales Roca francesas, en compañía con el IGN, establece la Referencia a Gran Escala (Référentiel à grande échelle, RGE): bases de datos de ortofoto, topografía, información catastral y direcciones que pueden sobreponerse sobre todo el territorio francés, con una resolución de un metro.